# Unforgettable (2017)
Unforgettable is een Amerikaanse film uit 2017 met in de hoofdrol Rosario Dawson en Katherine Heigl. 

## Plot
Een vrouw verstoort het leven van de nieuwe verloofde van haar ex.

## Rolverdeling
- Rosario Dawson - Julia Banks
- Katherine Heigl - Tessa Connover
- Geoff Stults - David Connover
- Cheryl Ladd - Helen
- Sarah Burns - Sarah
- Whitney Cummings - Ali
- Simon Kassianides - Michael Vargas
- Isabella Rice - Lily Connover
- Robert Wisdom - Detective Pope